# Фурко Кальман
Фурко Кальман (угор. Furkó Kálmán; 2 січня 1947, Ньїрбатор, Угорщина — 3 серпня 2021, Солнок, Угорщина) — угорський майстер бойових мистецтв, один із засновників кіокушинкай карате в Угорщині, володар 8-го дану, президент Угорської федерації кіокушин карате, член атестаційного комітету Всесвітньої організації кіокушинкай (WKO), полковник у відставці Збройних сил Угорщини.

## Біографія
Фурко Кальман народився 2 січня 1947 року в місті Ньїрбатор, Угорщина. Закінчив Інститут фізичної культури, де навчався за стипендією Міністерства оборони. Початково займався дзюдо, але після перегляду показового виступу Аттіли Месароша у 1972 році зацікавився кіокушинкай карате.
У 1968 році розпочав тренування з кіокушинкай карате. У 1978 році склав іспит на 1 дан, а в 1980 році — на 2 дан, пройшовши 40 поєдинків. У 1983 році в Солноку склав іспит на 3 дан безпосередньо перед засновником стилю Масутацу Оямою, пройшовши 50 поєдинків. У 1984 році Масутацу Ояма запросив Кальмана до Хонбу (Токіо, Японія), де той тренувався протягом трьох місяців; після завершення тренувань йому було присвоєно 4 дан за внесок у розвиток кіокушинкай карате. У 1989 році під час відкриття чемпіонату Європи в Будапешті Ояма присвоїв йому 5 дан. У 1998 році отримав 6 дан, у 2008 — 7 дан, а в 2017 році — 8 дан перед 6-м чемпіонатом світу, що проходив в Астані.
У 2001 році Фурко Кальман вийшов у відставку в званні полковника Збройних сил Угорщини, обіймаючи посаду заступника командира 34-го розвідувального батальйону імені Берчені Ласло.

## Діяльність
Фурко Кальман очолював спортивний клуб «Banzai Karate Kyokushinkai» у місті Солнок, Угорщина. Протягом понад 50 років він активно сприяв розвитку кіокушинкай карате в Угорщині та за її межами. Його учні та колеги називали його «шихан» — почесне звання, що означає «майстер» або «вчитель».
У лютому 1997 року Фурко Кальман відвідав Київ на запрошення свого давнього друга, керівника української організації кіокушин карате Станіслава Близнюка. Під час візиту він провів кілька показових виступів у столичному спортивному клубі «Комбліс».

## Смерть
Фурко Кальман помер 3 серпня 2021 року на 74-му році життя. Його смерть стала великою втратою для світової спільноти кіокушинкай карате. Протягом своєї кар'єри він був учителем і наставником для багатьох каратистів, зробивши неоціненний внесок у розвиток цього бойового мистецтва в Угорщині та інших країнах.

## Цитати
|                                | Кажуть, що кіокушинкай карате — це спосіб життя. Спочатку карате тільки зовні входить у повсякденне життя людини, але пізніше це дійсно відбувається насправді, як і говорив Сосай Масутацу Ояма. |
| — Шихан Фурко Кальман, 8 дан * | |